# Jianshui
Jianshui léase Chián-Shuéi (en chino:建水县, pinyin:Jiànshuǐ xiàn) es un condado bajo la administración directa de la prefectura autónoma de Honghe. Se ubica al sur de la provincia de Yunnan, sur de la República Popular China. Su área es de 3789 km² y su población total para 2010 fue +500 mil habitantes.

## Administración
El condado Jianshui se divide en 14 pueblos que se administran en 8 poblados y 6 villas.